# Джамбалайя
Джамбала́йя (англ. jambalaya) — одно из самых известных блюд креольской и каджунской кухонь, символ и квинтэссенция луизианской кухни. Джамбалайю готовят на основе длиннозёрного риса, обычно с курятиной или креветками, но также говядиной или свининой, ветчиной, местной колбасой «шорис», устрицами или раками в различных комбинациях. Блюдо дополняют жареный репчатый лук, чеснок, сельдерей, томаты и сладкий перец. Его традиционно сервируют на тарелке горкой, к нему подают соус табаско. Джамбалайя обнаруживает сходство и родство с испанской паэльей.
Кулинарные знатоки считают джамбалайю офранцуженной версией испанской паэльи, появившейся в конце XVIII века, когда «Штат пеликанов» принадлежал испанцам и поддерживал тесные связи с Карибами. И в современной Луизиане джамбалайя является традиционным блюдом на территориях, которые заселяли испанские переселенцы. Ежегодный фестиваль джамбалайи проводится в старинном каджунском городке Гонзалес, провозгласившем себя «мировой столицей джамбалайи». Гонзалес находится недалеко от исторического поселения канарцев в колониальную эпоху Галвезтаун. Первое письменное упоминание джамбалайи относится к 1872 году, кулинарное издание 1900 года The Picayune’s Creole Cook Book называет джамбалайю испано-креольским блюдом. Происхождение названия блюда доподлинно не известно. Первые джамбалайи в XVIII веке готовили с ветчиной, поэтому большинство этимологов ведут слово от испанского хамона или французского жамбона. Народные версии повествуют о коммивояжёре с севера, попросившем в новоорлеанском кафе что-нибудь перекусить, либо о голодном госте, прибывшем поздней ночью на постоялый двор. Официантка в кафе или соответственно хозяин постоялого двора отдал повару команду на луизианском диалекте: «Жан, замути что-нибудь» (фр. Jean, balayez!), а незадачливый клиент принял её за название вкуснейшего блюда, которое ему подали.
При всём многообразии рецептов джамбалайи выделяют два её основных вида: «по-деревенски» и «по-городскому», по-новоорлеански. В сельской местности джамбалайя имеет выраженный коричневый цвет, её готовят в чугунных котелках, благодаря высоким температурам происходит полная карамелизация натуральных сахаров, содержащихся в мясе и овощах с выделением соков коричневого цвета. В Новом Орлеане джамбалайя красная от щедро добавляемых томатов, что также считается характерной чертой креольской кухни. Новоорлеанская джамбалайя предположительно является производной от западноафриканского джолофа, в котором тоже обязательно присутствуют томаты.